# Plathymenia foliolosa
Plathymenia foliolosa är en ärtväxtart som beskrevs av George Bentham. Plathymenia foliolosa ingår i släktet Plathymenia och familjen ärtväxter. IUCN kategoriserar arten globalt som sårbar.

## Underarter
Arten delas in i följande underarter:
- P. f. foliolosa
- P. f. paraguariensis

## Bildgalleri

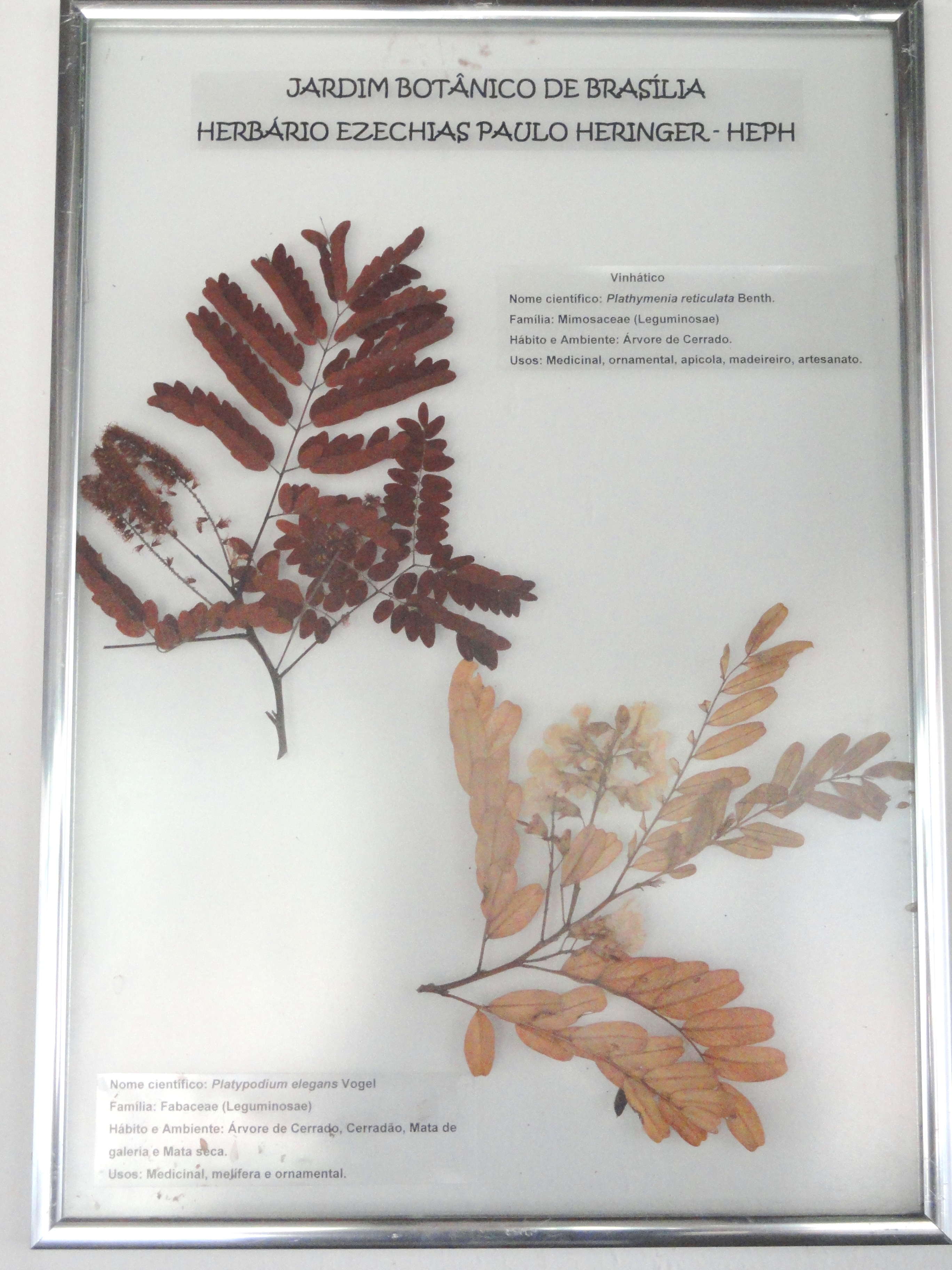
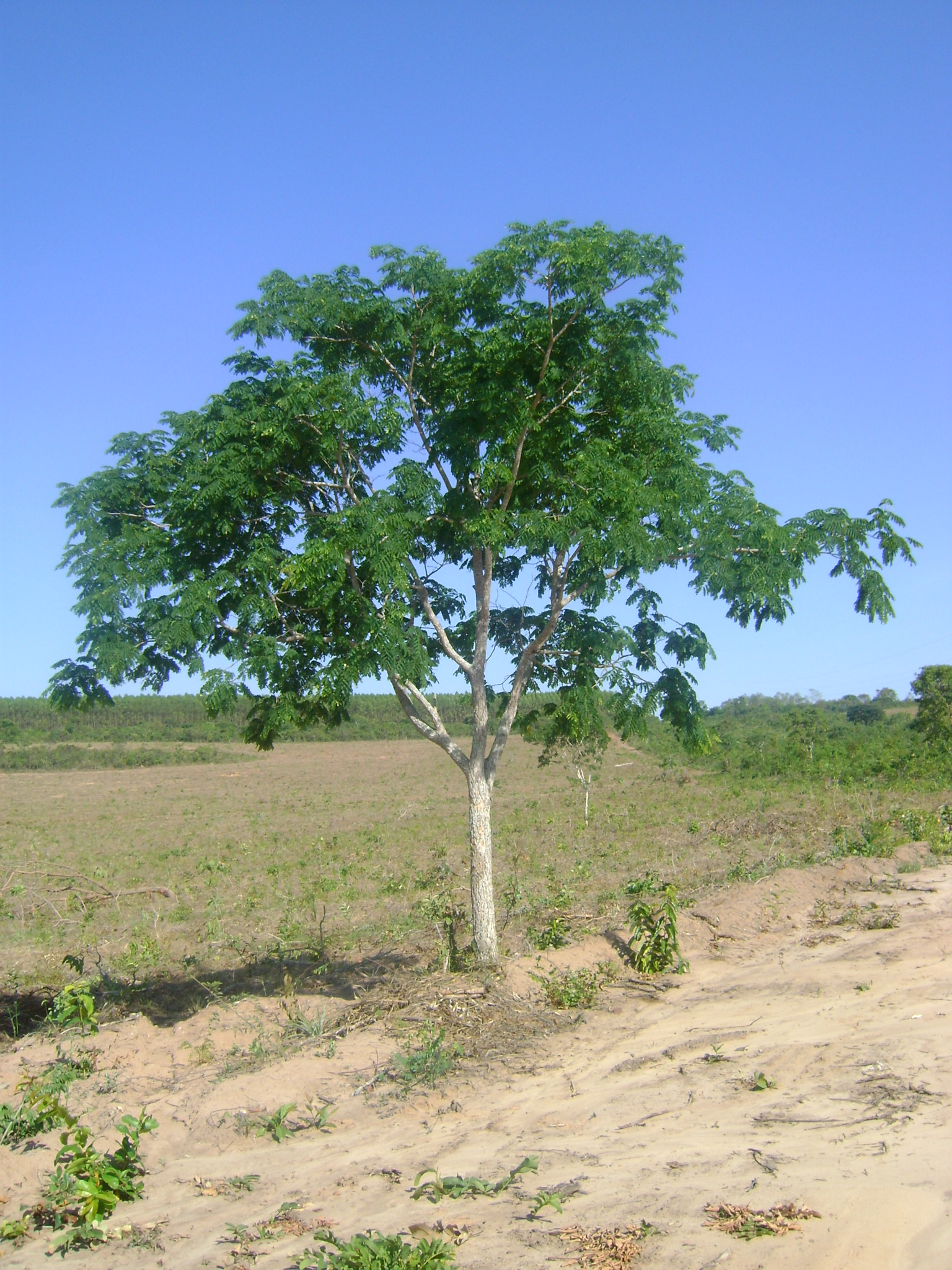
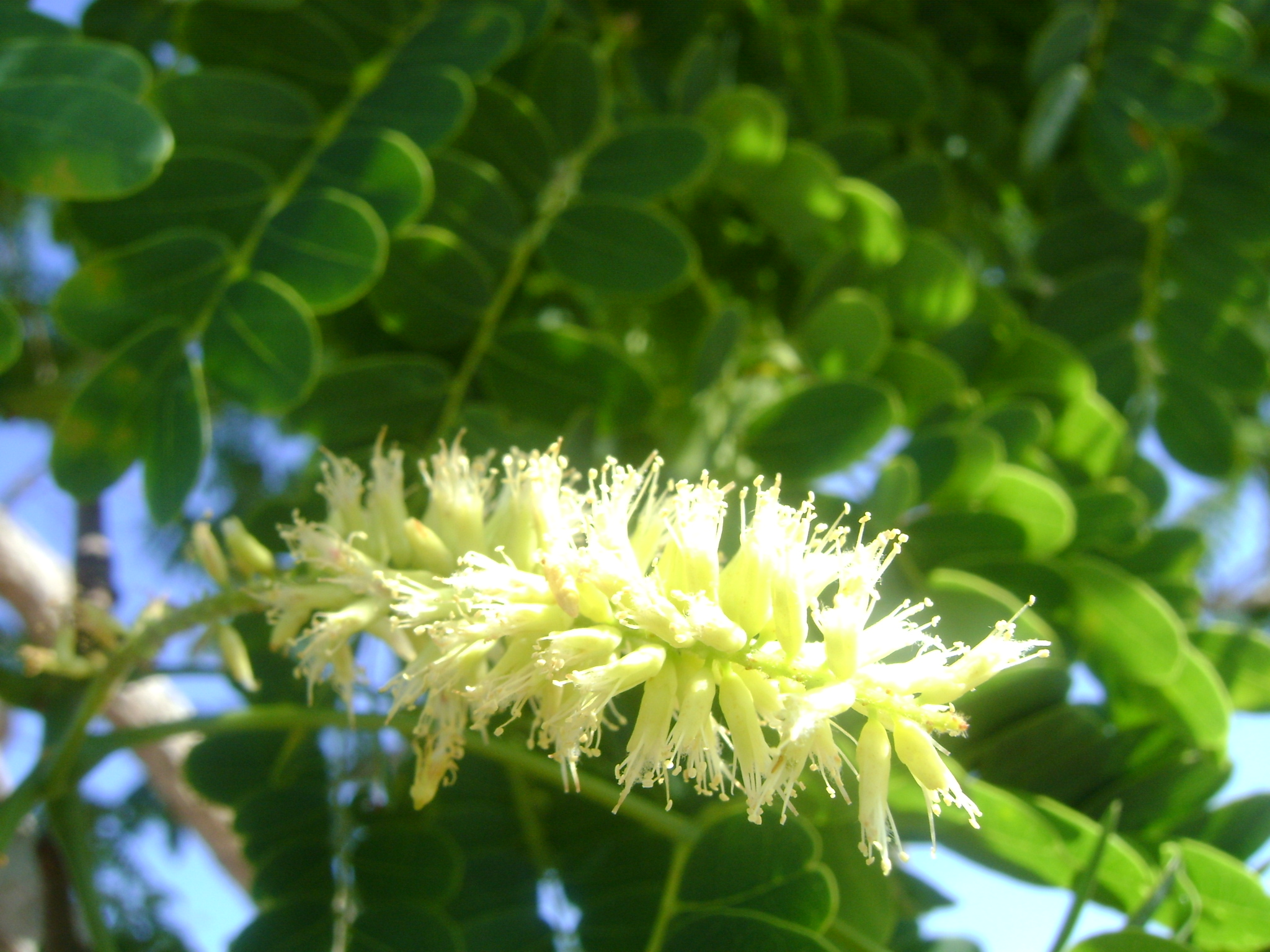